# Platythomisus octomaculatus
Platythomisus octomaculatus är en spindelart som först beskrevs av Carl Ludwig Koch 1845.  Platythomisus octomaculatus ingår i släktet Platythomisus och familjen krabbspindlar. Inga underarter finns listade i Catalogue of Life.